# Batalla de Acre (1840)

La Batalla de Acre (también conocida como la Cuarta batalla de Acre) ocurrió el 3 de noviembre de 1840. La Crisis oriental de 1840 fue un episodio en la Guerra egipcio-otomana en el Mediterráneo oriental, desencadenada por los propósitos del rebelde Walie de Egipto y Sudán, Mehmet Alí, de establecer un imperio personal en él Eyalato de Egipto.
Mehmet Ali rechazo las condiciones que la alianza pretendía imponer. El 3 de noviembre Acre fue bombardeada por una flota combinada británica, austriaca y otomana al mando del almirante Sir Robert Stopford. La ciudad fue en gran parte destruida y los egipcios se retiraron después de que el Archiduque Federico lideraba una pequeña fuerza de desembarco de tropas aliadas para capturar la Ciudadela. Mehmet Alí de Egipto llegó entonces a un acuerdo.

## Galeria

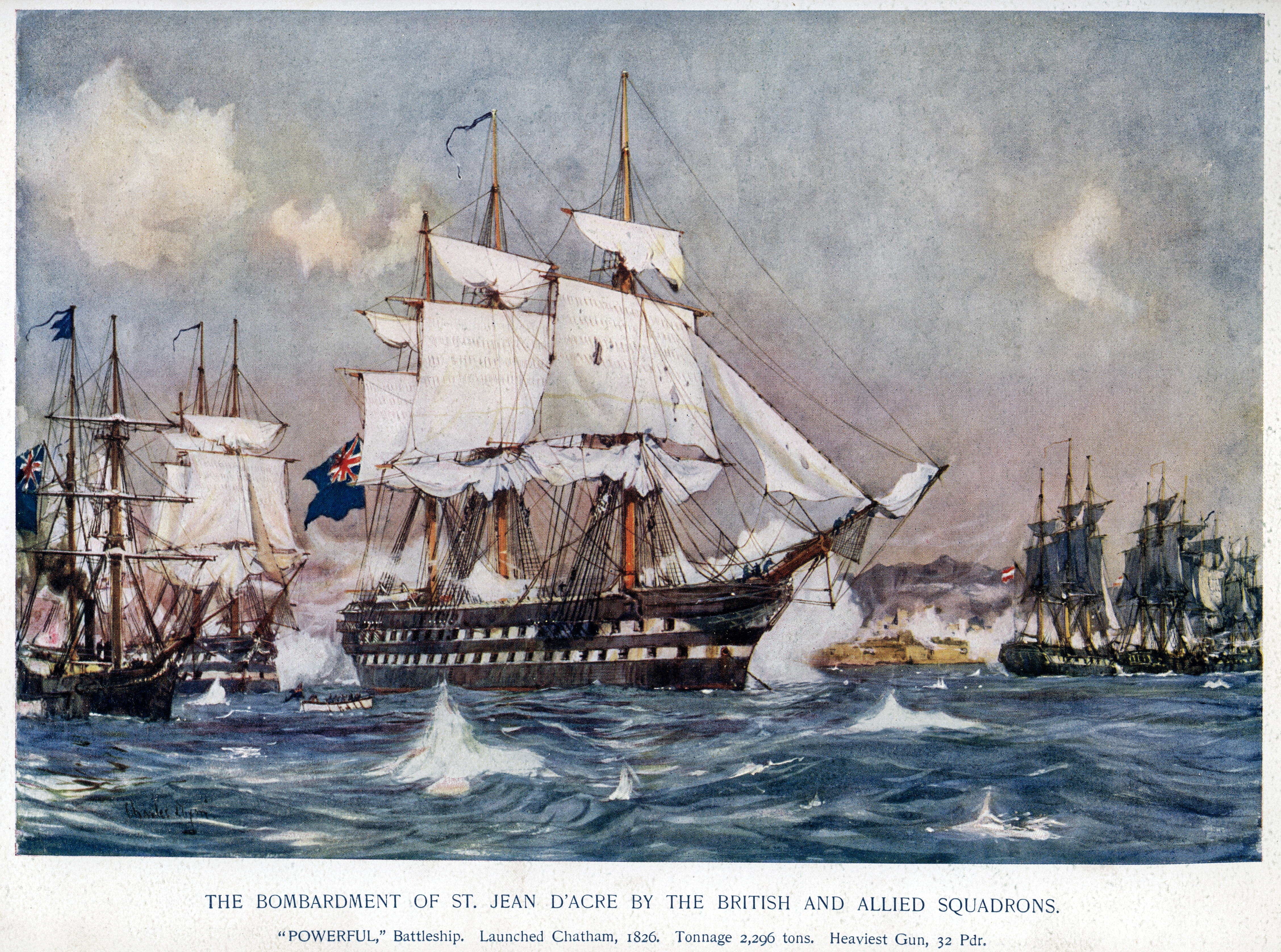
HMS Powerful en la  Batalla de St Jean D'Acre
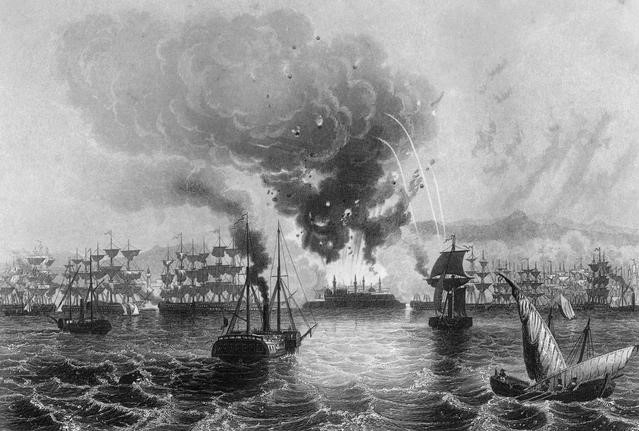
Bombardeo de St Jean D'Acre, por el almirante Charles Napier, 3 de noviembre de 1840
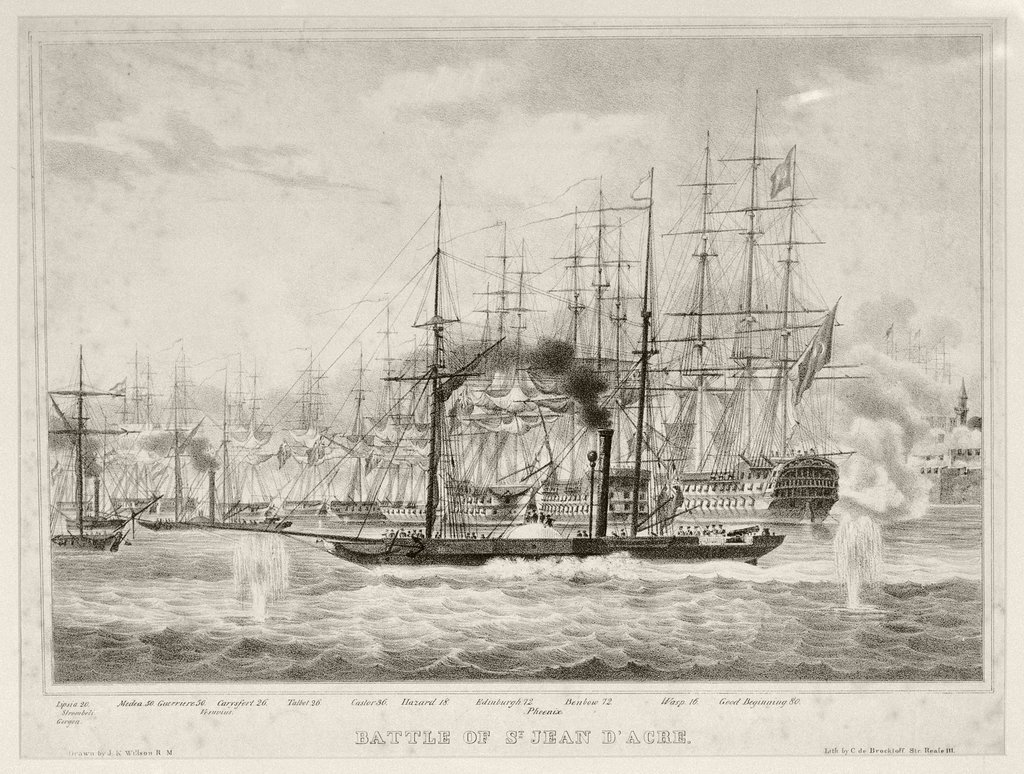
Otra escena de la batalla
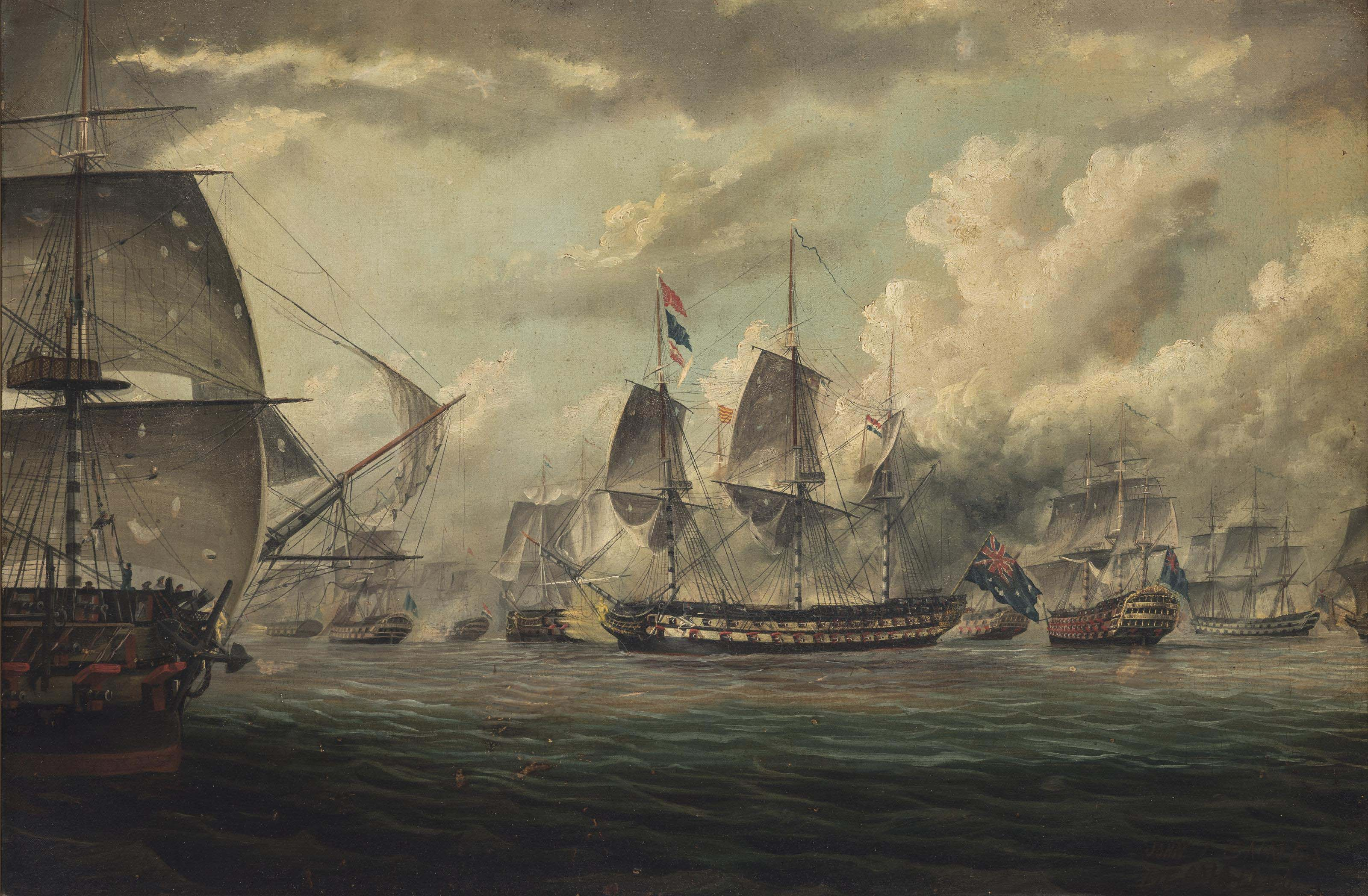
HMS Bellerophon liderando el bombardeo del fuerte sirio en la fortaleza de Acre. Thomas Baines
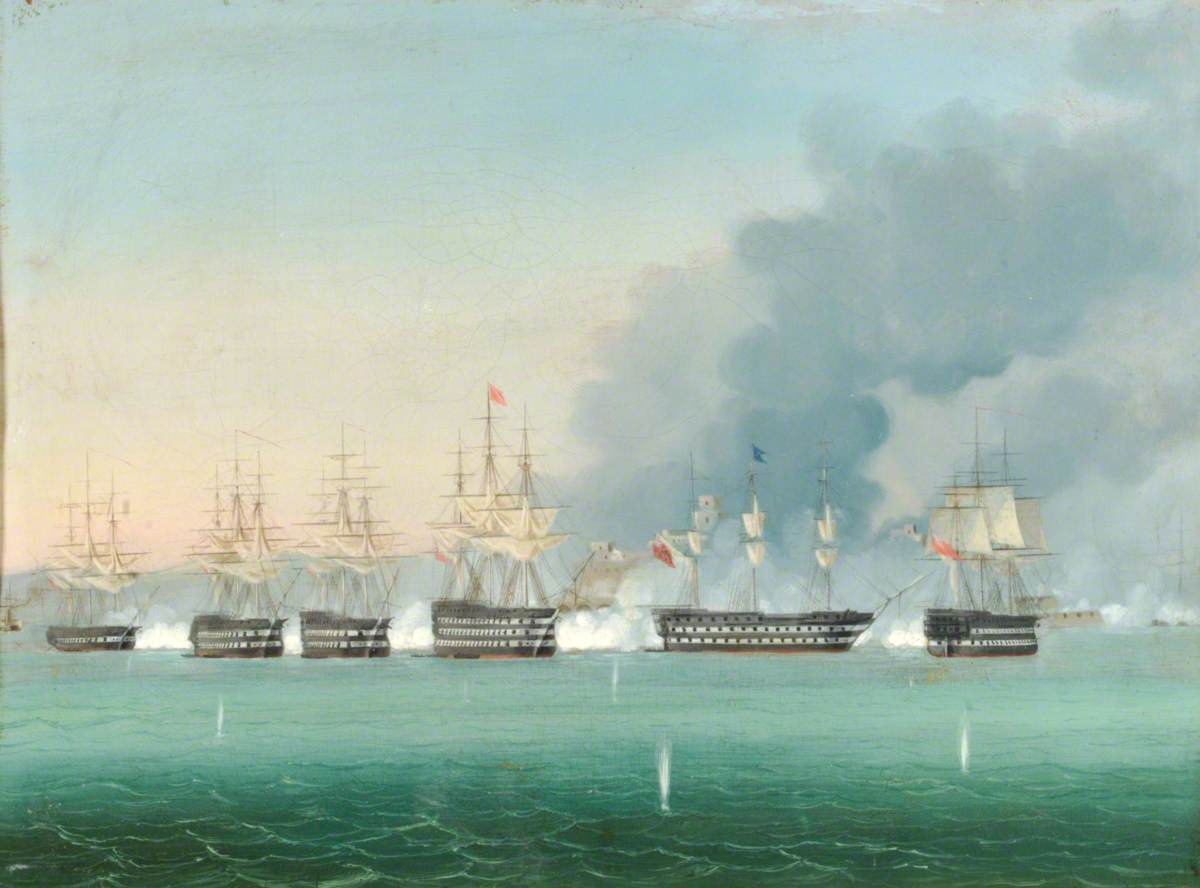
El bombardeo de Acre, 3 de noviembre de 1840